# Avshar
Avshar (en arménien Ավշար ) est une communauté rurale du marz d'Ararat en Arménie. En 2008, elle compte 5 156 habitants.